# Signal Hill (berg i Antigua och Barbuda)
Signal Hill är ett berg i Antigua och Barbuda. Det ligger i den centrala delen av landet, 10 kilometer söder om huvudstaden Saint John's. Toppen på Signal Hill är 365 meter över havet, eller 228 meter över den omgivande terrängen. Bredden vid basen är 4,1 km. Signal Hill ligger på ön Antigua. Det ingår i Shekerley Mountains.
Terrängen runt Signal Hill är platt österut, men västerut är den kuperad. Havet är nära Signal Hill söderut. Närmaste större samhälle är Saint John's, 9,8 kilometer norr om Signal Hill. 